# Raffles City Chongqing
Raffles City Chongqing ist ein Komplex von insgesamt acht Gebäuden im Bezirk Yuzhong von Chongqing in der Volksrepublik China. Es verfügt über eine 300 Meter lange horizontale Skybridge (Luftbrücke) namens "Crystal", das die Oberseite von vier Wolkenkratzern verbindet. Die Luftbrücke ist nach dem Kingdom Center die zweithöchste der Welt. Das gesamte Projekt umfasst acht Türme mit einer Nutzfläche von 817.000 Quadratmetern. Es wurde vom israelischen Architekten Mosche Safdie entworfen. Das Projekt wurde von dem Unternehmen CapitaLand aus Singapur entwickelt.
Die Bauarbeiten begannen um 2013 und wurden im zweiten Halbjahr 2019 abgeschlossen.

## Beschreibung
Raffles City Chongqing besteht aus acht Wolkenkratzern, die sich auf einer Fläche von 9,2 Hektar im Bezirk Yuzhong an der Spitze einer Halbinsel befinden, an der sich die Flüsse Jangtsekiang und Jialing treffen.
Auf vier der 250 Meter hohen Türme befindet sich eine geschlossene Luftbrücke (The Crystal).  Zwei 350 Meter hohe Türme sind über eine Tragbrücke mit ihnen verbunden. Zwei weitere 250 Meter hohe Türme grenzen an diese sechs an.
Das Projekt wird 1,12 Millionen Quadratmeter Fläche umfassen, davon 817.000 Quadratmeter Nutzfläche, 150.000 Quadratmeter Büros und 1.400 Wohnungen, ein Hotel, ein 235.000 Quadratmeter großes Einkaufszentrum und ein Landschaftspark.
| Name                       | Höhe    | Etagen | Baujahr |
| -------------------------- | ------- | ------ | ------- |
| Raffles City Chongqing T3N | 354,5 m | 79     | 2019    |
| Raffles City Chongqing T4N | 354,5 m | 79     | 2019    |
| Raffles City Chongqing T2  | 265 m   | 56     | 2019    |
| Raffles City Chongqing T5  | 265 m   | 56     | 2019    |
| Raffles City Chongqing T4S | 265 m   | 50     | 2019    |
| Raffles City Chongqing T3S | 265 m   | 49     | 2019    |
| Raffles City Chongqing T1  | 234,5 m | 58     | 2019    |
| Raffles City Chongqing T6  | 234,5 m | 58     | 2019    |

## The Crystal
The Crystal ist eine geschlossene, 300 Meter lange horizontale Luftbrücke, die sich auf vier der Gebäude erstrecken. Sie ist 32,5 m breit und 26,5 m hoch. Das Äußere besteht aus ungefähr 3.000 Glasplatten und fast 5.000 Aluminiumplatten. The Crystal besteht aus neun Teilen. Vier wurden auf der Oberseite der Türme gebaut und die drei mittleren Teile wurden vorgefertigt, vom Boden angehoben und installiert.
Innerhalb der Luftbrücke gibt es zwei Schwimmbäder, Restaurants, eine Galerie, Gärten mit Bäumen und einen Aussichtspunkt.

## Design
Das Projekt wurde vom Architekten Moshe Safdie entworfen. Von chinesischen Segelschiffen inspiriert, ist es eine Hommage an die historische Vergangenheit von Chongqing als maritimes Handelszentrum.
Das Projekt weist Ähnlichkeiten mit dem Marina Bay Sands in Singapur auf, was vom selben Architekten konzipiert wurde.